# Helmut Lomnitzer
Helmut Lomnitzer (* 15. Juli 1935 in Dillenburg; † 21. Juni 1997 in Marburg) war ein deutscher germanistischer Mediävist.

## Leben
Er studierte von 1955 bis 1961 an der Universität Marburg Germanistik, Anglistik, Musikwissenschaft und Pädagogik. Nach der Promotion zum Dr. phil. in den Fächern Musikwissenschaft, Germanistik und Anglistik an der Universität Marburg 1961 war er ab 1961 wissenschaftlicher Assistent am Altdeutschen Seminar I des Germanistischen Instituts der Universität Marburg. Ab 1963 war er Kustos am Institut für Ältere Deutsche Philologie der Universität Marburg. Seit 1972 war er Professor an der Universität Marburg.

## Schriften (Auswahl)
- Das musikalische Werk Friedrich Schneiders, insbesondere die Oratorien. Phil. Diss., Marburg 1961.
- (Hrsg. und Übers.:) Neidhart von Reuental: Lieder. Auswahl mit den Melodien zu 9 Liedern. Reclam, Stuttgart 1966 u. ö.
- (Hrsg. mit Ulrich Müller:) Tannhäuser: Die lyrischen Gedichte der Handschriften C und J. Abbildungen und Materialien zur gesamten Überlieferung der Texte und ihrer Wirkungsgeschichte und zu den Melodien. Kümmerle, Göppingen 1973.